# Figura św. Jana Nepomucena w Dzierżoniowie
Figura św. Jana Nepomucena – zabytkowa rzeźba św. Jana Nepomucena zlokalizowana w północno-zachodniej części Rynku w Dzierżoniowie.
Rzeźbę stworzył w 1733 Johann Christoph Hampel. Była ona zadośćuczynieniem za bluźnierstwo, które wypowiedział jeden z dzierżoniowskich rzeźników – Siegfried. Obraził on wówczas samego świętego, jak i całe wyznanie katolickie. Na płycie rynkowej rzeźba stała do 1911, kiedy to została przeniesiona w okolice kościoła Świętej Trójcy. Powodem przemieszczenia był konflikt katolicko-protestancki. Na Rynek rzeźba powróciła w październiku 2002 i obecnie stoi około trzydzieści metrów od swego pierwotnego położenia.